# Por Ella Soy Eva (álbum)
Por Ella... Soy Eva é a trilha sonora da telenovela mexicana de mesmo nome, lançada em 2012. O álbum é constituído por canções que foram tocadas ao longo da novela, todas interpretadas pelo protagonista da trama, o ator e cantor mexicano Jaime Camil.

## Informações
Após quatro anos sem lançar nenhum álbum, sendo o último em 2008, Jaime Camil volta com seu quarto álbum de estúdio e sua primeira trilha sonora. Camil foi escolhido pela produtora da trama Por Ella... Soy Eva, Rosy Ocampo, para interpretar seu tema musical, já que era o protagonista. Aproveitando o embalo, Camil acabou gravando também toda a sua trilha sonora. Sobre o álbum em sí, o artista constatou que o projeto é dedicado à mulher no geral, além de neste ter tido a oportunidade de expressar todas as suas emoções como pai e esposo pela primeira vez. As canções "A Contracielo" e "Sólo Tú, Sólo Yo", são interpretadas por Camil em dueto com a cantora Damiana (participante da primeira temporada do reality show La Voz... México) e com a atriz da Broadway, Bianca Marroquín, respectivamente. Todas as canções do álbum são inéditas, exceto "Llorando Por Dientro" que é regravação da do músico Arturo Castro. O ex-integrante do grupo musical Sin Bandera, Noel Schajris, ajudou na composição de uma das faixas do álbum, além de ter sido o piano na boa parte da trilha. O tema musical da novela, "Por Ella... Soy Eva", foi lançada como single no mesmo dia da estréia da novela.

## Faixas
| N.º | Título                                           | Compositor(es)                             | Duração |  |
| 1.  | "Por Ella... Soy Eva"                            | Ettore Grenci, Monica Velez                | 3:29    |  |
| 2.  | "Ahora Lo Entiendo"                              | Leonel García                              | 3:55    |  |
| 3.  | "A Contracielo (part. esp. Damiana Conde)"       | Ettore Grenci, Monica Velez                | 4:00    |  |
| 4.  | "El Sexo Débil"                                  | Ettore Grenci, Monica Velez                | 3:28    |  |
| 5.  | "Hoy"                                            | Leonel García, Noel Schajris               | 3:27    |  |
| 6.  | "Llorando Por Dentro"                            | Arturo Castro Muñoz                        | 2:56    |  |
| 7.  | "Sólo Tú, Sólo Yo (part. esp. Bianca Marroquín)" | Michkin Boyzo, Julio Ramirez               | 3:15    |  |
| 8.  | "Siente"                                         | Yoel Henríquez, Julio Ramirez              | 3:33    |  |
| 9.  | "Déjame Ir"                                      | Ettore Grenci, Jesus Navarro, Monica Velez | 4:11    |  |
| 10. | "Ten Cuidado"                                    | Leonel García                              | 3:50    |  |
| 11. | "Tú"                                             | Jesus Navarro                              | 3:45    |  |